# David A. Prior
David A. Prior (* 5. Oktober 1955 in Newark, New Jersey; † 16. August 2015 in Mobile, Alabama) war ein US-amerikanischer Filmproduzent, Filmregisseur und Drehbuchautor.

## Leben
David Priors Vater war Stand-up-Comedian und seine Mutter war Bühnenassistentin des Zauberkünstlers Harry Blackstone. Er wuchs mit zwei Geschwistern in mittelständischen Verhältnissen auf. Als er neun Jahre alt war, ließen sich seine Eltern scheiden. Sein Bruder war der Schauspieler und Bodybuilder Ted Prior.
Anfang der 1980er Jahre begann er mit dem Schreiben von Drehbüchern und ersten Regiearbeiten. Kurz darauf übernahm er auch die Produktion seiner Filme. Seine Werke gelten allgemein als B-Movies und Low-Budget-Filme. In vielen Filmen hatte sein Bruder Ted Prior eine Besetzung. Drehort der Filme war zumeist Mobile in Alabama. Als Regisseur und Drehbuchautor verantwortete er mehr als 30 Produktionen.
Er starb an den Folgen eines Krebsleiden.

## Filmografie (Auswahl)

### Produzent
- 1987: Aerobicide (Killer Workout)
- 1989: Jungle Patrol
- 1989: Rapid Fire
- 1989: Born Killer
- 1990: That's Action
- 1991: The Last Ride
- 1991: Presumed Guilty
- 1991: Dark Rider
- 1992: Armed for Action – Kronzeuge im Kreuzfeuer (Armed for Action)
- 1992: Blood on the Badge
- 1995: Bio-Force
- 1997: The P.A.C.K.
- 1999: Watership Warrior – Überleben ist alles (Hostile Environment)
- 2006: War of the Living Dead (Zombie Wars)
- 2007: Lost at War
- 2011: The One Warrior
- 2012: The Girl with the Dragon Tattoo: Men Who Hate Women
- 2012: The Girl with the Dragon Tattoo: Characters – Salander, Blomkvist and Vanger
- 2012: Night Claws
- 2013: Tödliche Beute 2 (Deadliest Prey)
- 2015: Relentless Justice

### Regie
- 1983: Sledgehammer
- 1985: Kill Zone
- 1987: Aerobicide (Killer Workout)
- 1987: Tödliche Beute (Deadly Prey)
- 1987: Death Squad
- 1988: Chase – Tödliches Spiel (Death Chase)
- 1988: Night Wars – Tödliche Träume (Night Wars)
- 1988: Operation Warzone
- 1988: Hell on the Battleground
- 1989: Jungle Patrol
- 1989: Rapid Fire
- 1989: White Fury
- 1989: Future Force
- 1990: Lost Platoon
- 1990: Future Zone
- 1990: Invasion Force
- 1990: That's Action
- 1990: Final Sanction – Zum Töten gedrillt (The Final Sanction)
- 1990: Lock 'n' Load
- 1991: Raw Nerve
- 1992: Center of the Web
- 1992: Double Threat – Tödliches Verlangen (Double Threat)
- 1993: Night Trap – Auf der Spur des Bösen (Night Trap)
- 1994: Good Cop, Bad Cop
- 1994: Felony – Die CIA-Verschwörung (Felony)
- 1995: Bio-Force
- 1999: Watership Warrior – Überleben ist alles (Watership Warrior)
- 2006: War of the Living Dead (Zombie Wars)
- 2007: Lost at War
- 2012: The Girl with the Dragon Tattoo: Men Who Hate Women
- 2012: Night Claws
- 2013: Tödliche Beute 2 (Deadliest Prey)
- 2015: Relentless Justice

### Drehbuch
- 1983: Sledgehammer
- 1985: Kill Zone
- 1987: Aerobicide (Killer Workout)
- 1987: Tödliche Beute (Deadly Prey)
- 1987: Death Squad
- 1988: Chase – Tödliches Spiel (Death Chase)
- 1988: Night Wars – Tödliche Träume (Night Wars)
- 1988: Operation Warzone
- 1988: Hell on the Battleground
- 1989: Jungle Patrol
- 1989: Rapid Fire
- 1989: White Fury
- 1989: Future Force
- 1989: Born Killer
- 1990: Lost Platoon
- 1990: Future Zone
- 1990: Invasion Force
- 1990: That's Action
- 1990: Final Sanction – Zum Töten gedrillt (The Final Sanction)
- 1990: Lock 'n' Load
- 1990: Deadly Dancer
- 1991: Raw Nerve
- 1992: Center of the Web
- 1992: Double Threat – Tödliches Verlangen (Double Threat)
- 1993: Night Trap – Auf der Spur des Bösen (Night Trap)
- 1994: Good Cop, Bad Cop
- 1994: Felony – Die CIA-Verschwörung (Felony)
- 1995: Bio-Force
- 1995: Codename: Silencer
- 1997: The P.A.C.K.
- 2006: War of the Living Dead (Zombie Wars)
- 2007: Lost at War
- 2011: The One Warrior
- 2012: Night Claws
- 2013: Tödliche Beute 2 (Deadliest Prey)
- 2015: Dancin': It's On!
- 2015: Relentless Justice